# Sphecosoma flaveolum
Sphecosoma flaveolum är en fjärilsart som beskrevs av Rothschild 1931. Sphecosoma flaveolum ingår i släktet Sphecosoma och familjen björnspinnare. Inga underarter finns listade i Catalogue of Life.